# 無碼
無碼（日语：／ ura bideo */?）是指未經影像修改、即所謂的「無修正」的日本成人影片或成人動畫。由於未將踰越限制級裸露的影像遮罩違反日本法律，因此無碼作品無法公開在日本發行。
依照日本刑法第175條「猥瑣物頒佈罪」（わいせつ物頒布等の罪）規定，成人影片或成人動畫不能直接裸露人體的隱私部位。日本本地成人影片制造商在發片前，必須先將作品送交業界自律團體审查，要求女演員必須已成年，陰毛、肛門及生殖器等“重點位置”的影像必須經過馬賽克處理，審核通過才允許上市。
不過，一些业者在國外註冊法人規避映倫审查制度，直接把影片外銷到管制較寬鬆的歐美第三國，再通過網路「進口」販售至日本。